# 大蛇灣

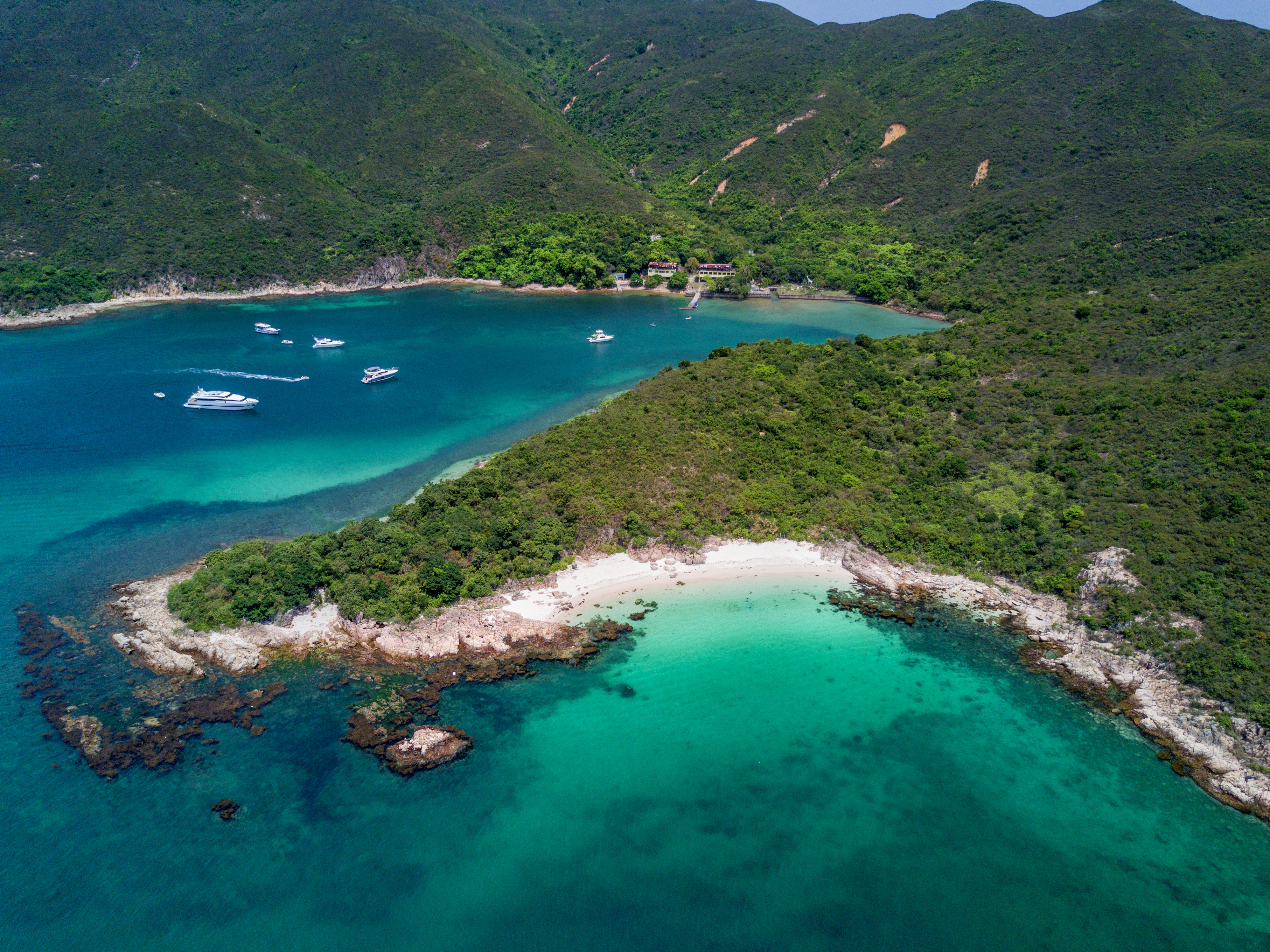
大蛇灣小沙灘

大蛇灣，香港西貢區糧船灣的一個海灣，位於西貢東郊野公園。

## 歷史
大蛇灣原名蛇灣，於明朝已有文獻記載（《粵大記》），相傳因蛇廟而命名，因年代久遠而倒塌。全村多姓張。日治時期因有幾名張氏族人協助東江縱隊抗日而被殺。村中有一古榕樹，又稱「忠義榕」。
昔日因族人多，村的範圍左至蠄蟧灣右至淡水灣。村民經濟模式以貿易為主，因属天然避風灣頭，可作漁船補給點及貨物集散地，算是漁農工商都存在的小型社區。
1940年代之前，蛇灣是海上貿易比較頻繁的村落，一般為前鋪後居。其後因為社會發展，船隻越來越大，而蛇灣水不夠深，大船未能直接泊岸，因此來此交易的船隻漸少，貿易活動減少，轉為農耕的村民增加。但因交通不便，大多數村民開始出市區打工，有些移民到外國，慢慢留在原村的只有婦女及小孩。現村長的父親因當時年齡小，只知道在村里沒法生活，由長輩指示把大部分土地賣出。
此外，大蛇灣曾風光一時，1970年代「朱翁」朱維德曾經商討借大蛇灣舉辦天鵝船漫遊活動，汪明荃亦開設餐館；到了1990年代，有西貢居民經營泰式餐廳，吸引不少人乘遊艇甚至直升機來吃海鮮，可惜最終生意不佳而結業。到2006年設大蛇灣度假中心，並收留了2003年結業的熱帶雨林餐廳的明星動物作賣點，最後營運不足一年而結業。
張國雄為現任村代表，為村服務超過25年。